# (12987) Racalmuto
(12987) Racalmuto es un asteroide perteneciente al cinturón de asteroides, descubierto el 5 de marzo de 1981 por Henri Debehogne y el también astrónomo Giovanni de Sanctis desde el Observatorio de La Silla, Chile.

## Designación y nombre
Designado provisionalmente como 1981 EF2. Debe su nombre a Racalmuto, una comuna siciliana.

## Características orbitales
Racalmuto está situado a una distancia media del Sol de 2,428 ua, pudiendo alejarse hasta 2,500 ua y acercarse hasta 2,355 ua. Su excentricidad es 0,029 y la inclinación orbital 6,486 grados. Emplea 1382,20 días en completar una órbita alrededor del Sol.

## Características físicas
La magnitud absoluta de Racalmuto es 13,6.